# Mörtsjön (Lycksele socken, Lappland)
Mörtsjön är en sjö i Lycksele kommun i Lappland och ingår i Umeälvens huvudavrinningsområde. Sjön har en area på 0,541 kvadratkilometer och ligger 270,2 meter över havet.

## Delavrinningsområde
Mörtsjön ingår i det delavrinningsområde (720161-159930) som SMHI kallar för Ovan VDRID = Nurmajoki i Umeälvens vattendragsyta. Medelhöjden är 286 meter över havet och ytan är 21,27 kvadratkilometer. Räknas de 778 avrinningsområdena uppströms in blir den ackumulerade arean 10 897,54 kvadratkilometer. Avrinningsområdets utflöde Umeälven mynnar i havet. Avrinningsområdet består mestadels av skog (64 procent). Avrinningsområdet har 4,63 kvadratkilometer vattenytor vilket ger det en sjöprocent på 22 procent.